# Таль (певица)

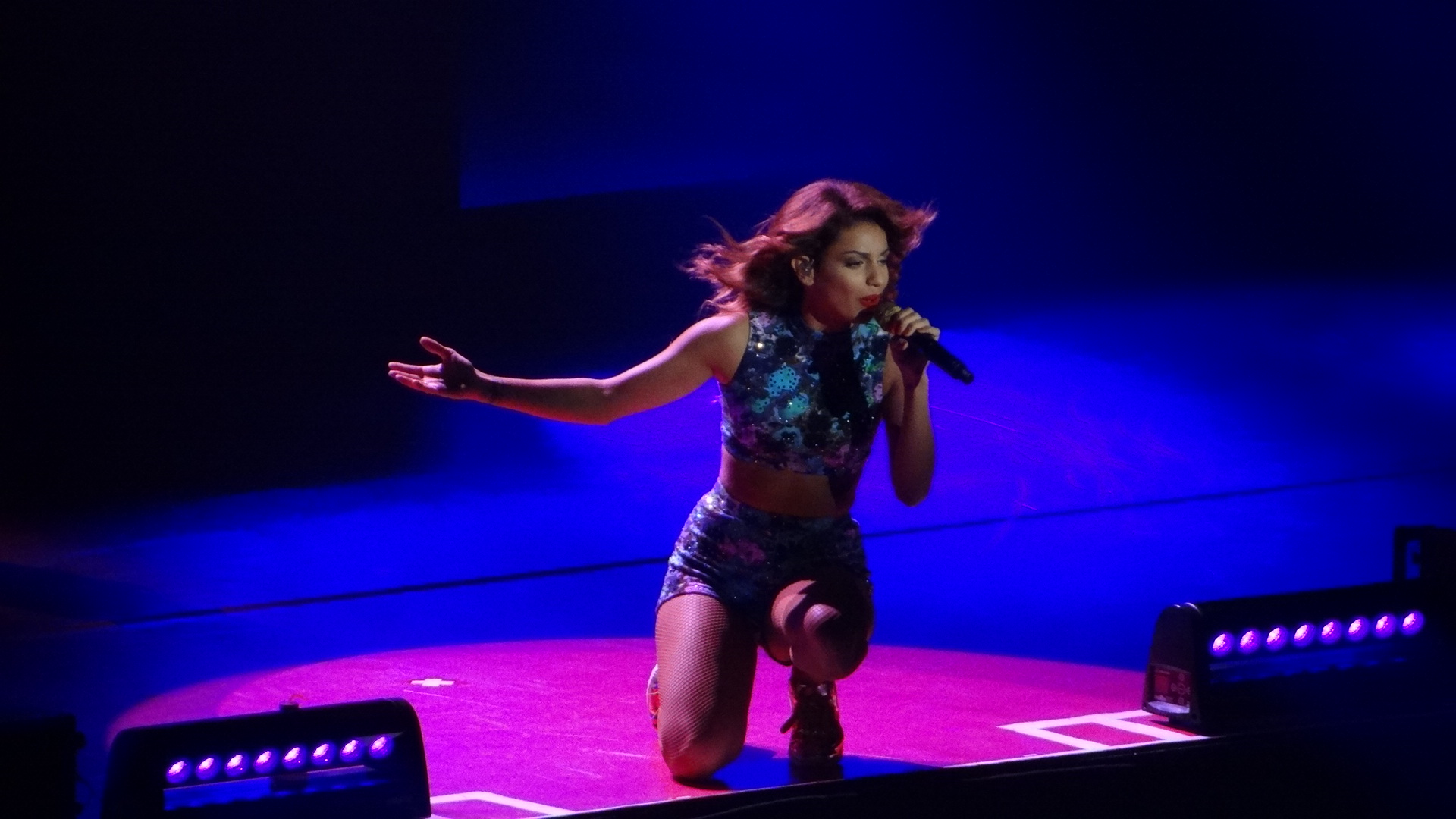
Tal, Lille 2014

Таль Беньезри (фр. Tal Benyezri, род. 12 декабря 1989, Израиль) — франко-израильская поп-певица и автор своих песен, выступающая под сценическим псевдонимом Таль. В 2012 году она выпустила дебютный альбом «Le Droit de rêver».

## Биография
Она эмигрировала во Францию с семьей , когда ей было один год . Её отец - гитарист , мать, Сэм Азар, - музыкантка и певица мировой музыки, а брат - композитор . В возрасте 12 лет она самоучкой научилась играть на фортепиано и гитаре.

## Творчество
Её первый сингл , выпущенный в 2010 году, называется «La Musique mon ange», за которым следует «On avance», выпущенный в конце августа 2011 года. Её первый клип, «Je Prends le Large», выложенный 1 июня 2012 года на YouTube, к концу 2013 года получил более 13,5 миллионов просмотров.Таль была отмечена на NRJ Music Awards 2012 в категории «Révélation française de l’année». 30 января 2012 она выпустила сингл «Le Sens de la vie», который сделай её известной для французской общественности.

## Дискография

### Альбомы
| Год  | Альбом            | Высшая позиция | Высшая позиция | Высшая позиция | Высшая позиция | Сертификации        |
| Год  | Альбом            | FR             | BEL (Vl)       | BEL (Wa)       | SUI            | Сертификации        |
| ---- | ----------------- | -------------- | -------------- | -------------- | -------------- | ------------------- |
| 2011 | Le droit de rêver | 4              | -              | 12             | 76             | SNEP: 2× Платиновый |
| 2013 | À l'infini        | 3              | 156            | 4              | 45             | -                   |

### Синглы
| 2010                                             | «La musique est mon ange»           | –  | –    | –   | –  | Выпущен вне альбома |  |
| 2011                                             | «On avance»                         | 29 | –    | 41  | –  | Le droit de rêver   |  |
| 2011                                             | «Waya Waya» (совместно с Шон Пол)   | 72 | –    | 65* | –  | Le droit de rêver   |  |
| 2012                                             | «Le sens de la vie»                 | 4  | –    | 1   | –  | Le droit de rêver   |  |
| 2012                                             | «Je prends le large»                | 39 | –    | 44  | –  | Le droit de rêver   |  |
| 2012                                             | «Envole-moi» (М. Покора и Таль)     | 5  | 137* | 7   | 39 | Génération Goldman  |  |
| 2012                                             | «Rien n'est parfait»                | 22 | –    | 27  | –  | Le droit de rêver   |  |
| 2013                                             | «Danse» (совместно с Флоу Райда)    | 33 | –    | 29  | –  | À l'Infini          |  |
| 2013                                             | «À l'International»                 | 24 | –    | 46  | –  | À l'Infini          |  |
| 2013                                             | «Pas toi»                           | 39 | –    | 9   | –  | À l'Infini          |  |
| 2013                                             | «Le Passé»                          | 32 | –    | 35  | –  | À l'Infini          |  |
| 2013                                             | «Maintenant ou jamais» (Дри и Таль) | 79 | –    | –   | –  | Выпущен вне альбома |  |
| «—» — песня не попала в чарт или ещё не выпущена |                                     |    |      |     |    |                     |  |

*Did not appear in the official Belgian Ultratop 50 charts, but rather in the bubbling under Ultratip charts. Position in table above reflect actual Ultratip positions plus 50 additional positions added.